# Simulium encisoi
Simulium encisoi är en tvåvingeart som beskrevs av Vargas och Diaz Najera 1949. Simulium encisoi ingår i släktet Simulium och familjen knott.
Artens utbredningsområde är Kalifornien. Inga underarter finns listade i Catalogue of Life.